# ارساویت
ارساویت (به لاتین: Arsavit) یک تقسیمات کشوری در تاجیکستان است که در ولایت سغد واقع شده‌است. ارساویت ۸۳ نفر جمعیت دارد.